# Starza (powiat kamieński)
Starza – osada w Polsce położona w północno-zachodniej części województwa zachodniopomorskiego, w północno-wschodniej części powiecie kamieńskim, w gminie Świerzno.
W latach 1975–1998 miejscowość położona była w województwie szczecińskim.
Starza położona jest przy drodze gminnej łączącej z jednej strony z miejscowością Stuchowo, a z drugiej z wsią Witno oraz z wsią Niedzwiedziska i dalej do Gryfic.